# Blickweiler
Blickweiler ist ein Stadtteil von Blieskastel im Saarpfalz-Kreis (Saarland). Bis Ende 1973 war Blickweiler eine eigenständige Gemeinde im Landkreis Sankt Ingbert.

## Geographie
Der Ort liegt 4 km südlich von Blieskastel am rechten Ufer der Blies auf einer Höhe von 228 m ü. NHN. Geologisch befindet sich Blickweiler am Übergang vom Buntsandstein zum Muschelkalk, der den Süden des Bliesgaues einnimmt.

## Geschichte
Der Ort Blickweiler befindet sich auf uraltem Siedlungsboden. Das beweisen die Funde zweier Steinbeile, die dem Historischen Museum der Pfalz in Speyer übergeben wurden. In der römischen Zeit befand sich unter dem heutigen Blickweiler eine Töpfersiedlung, die Terra Sigillata produzierte. Die Verbreitung der Waren reichte von Britannien bis zur mittleren Donau. Um das Jahr 160 wurde die Töpferei aufgegeben. Die Fundstücke befinden sich im Museum für Vor- und Frühgeschichte in Saarbrücken. Robert Knorr veröffentlichte die Ergebnisse dieser Grabung sowie der Grabung beim Eschweilerhof nahe Neunkirchen (Saar).
Der Ort Blickweiler wurde im Jahre 1191 erstmals erwähnt. Die Grafen von Blieskastel waren die Grundherren des Ortes. Die Gründerin des Klosters Gräfinthal, Elisabeth von Blieskastel, bedachte das Kloster mit dem Patronatsrecht an der Kirche und an dem Zehnten. So wurde das Kloster wichtigster Grundherr in Blickweiler. Im 14. Jahrhundert fiel der Ort an Kurtrier, 1666 kam der Ort zur Herrschaft der Freiherren von der Leyen. Von 1798 bis 1814 gehörte der Ort zum Saar-Departement, von 1816 bis 1918 wie der gesamte Saarpfalz-Kreis zur bayrischen Pfalz und damit zum Königreich Bayern. Seitdem teilt der Ort das Schicksal aller saarländischen Orte nach den beiden Weltkriegen.
Im Rahmen der saarländischen Gebiets- und Verwaltungsreform wurde  die bis dahin eigenständige Gemeinde Blickweiler am 1. Januar 1974 der Stadt Blieskastel zugeordnet. Blickweiler ist seitdem ein Stadtteil und ein Gemeindebezirk.

## Sehenswertes

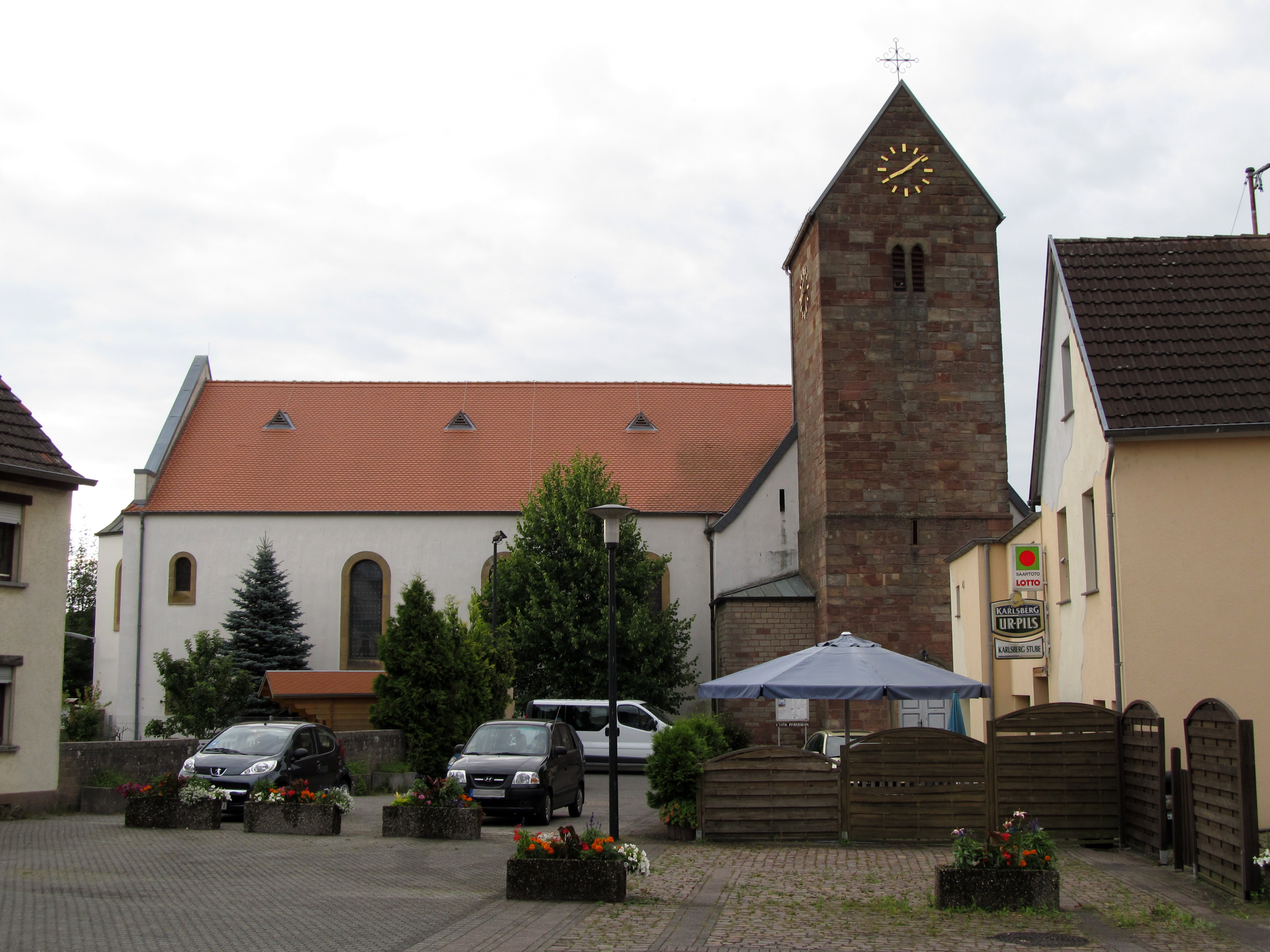
Kath. Pfarrkirche St. Barbara

Sehenswert im Ortskern ist die Pfarrkirche St. Barbara. Der älteste Teil des Gotteshauses, das ursprünglich St. Romaricus gewidmet war, ist der Turm. Er stammt aus dem 12./13. Jahrhundert und gehört mit seinem zweiseitigen Satteldach zu der Gruppe der sogenannten „Hornbacher Türme“. Die Kirche wurde 1733 und 1928 umgebaut und dabei jeweils erweitert. 1964 schuf der Künstler Ernst Alt im Rahmen einer Renovierung ein neues Altarbild, das die heilige Barbara zeigt.

## Politik
Ergebnis der Bundestagswahl vom 24. September 2017.
- CDU: 31,6 %
- SPD: 30,9 %
- DIE LINKE: 10,9 %
- GRÜNE: 5,1 %
- AFD: 11,6 %
- FDP: 6,1 %
- ANDERE: 3,8 %

Die Wahlbeteiligung lag bei 77,0 %

### Ortsrat
Ergebnis der Ortsratswahlen vom 25. Mai 2014:
- SPD: 58,3 %, 5 Sitze
- CDU: 41,7 %, 4 Sitze

(Stand: Mai 2014)

### Ortsvorsteher
Der derzeitige Ortsvorsteher (seit 1999) ist Walter Boßlet (SPD).

## Persönlichkeiten
- August Nicklaus (1885–1937), Präsident der Eisenbahndirektion Saarbrücken